# 나의 장미빛 인생
《나의 장미빛 인생》(Ma Vie En Rose, My Life In Pink)은 영국에서 제작된 알랭 벨라이너 감독의 1997년 드라마, 코미디 영화이다. 트랜스젠더 어린이에 대한 일화를 다루는 영화이다. 미셀 라호크 등이 주연으로 출연하였고 캐럴 스코타 등이 제작에 참여하였다.

## 출연

### 주연
- 미셀 라호크
- 장 필립 에코피
- 헬렌 벤상
- 조르주 뒤 프레슨

### 조연
- 캐롤라인 배어
- 장-프랑수아 갈로테

## 기타
- 미술: 베로니크 멜러리
- 의상: 카렌 뮐러 세로

## 한국어 더빙 성우진(KBS, 2002년 2월 24일)
- 이선 - 루도빅 (조르주 뒤 프레스네)
- 김정희 - 할머니 (헬렌 벤상)
- 차명화 - 엄마 (미셸 라로크)
- 이정구 - 아빠 (다니엘 한센스)
- 유만준 - 제롬 아빠
- 김관진 - 삐에르 (장-필립 에코피)
- 유명숙 - 상담의사 (마리 부넬)
- 김순영
- 정미경
- 이용순

## 같이 보기
- 트랜스젠더